# Tamal Aldulafi
Tamal Aldulafi (fl. 917/8–932) foi um comandante militar abássida e governador (uáli ou emir) de Tarso e das terras fronteiriças com o Império Bizantino na Cilícia (Tugur Axamia). Um antigo escravo dulafida, ele comandou várias missões expedicionárias bem-sucedidas, principalmente pelo mar, contra o Império Bizantino, mas também contra o Califado Fatímida do Egito e contra os carmatas do Iraque.

## Vida

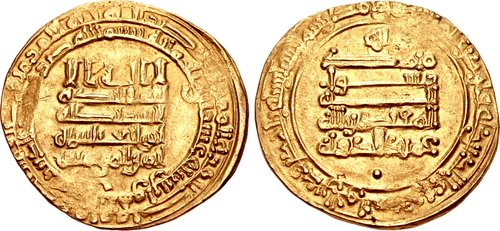
Dinar de ouro do califa abássida Almoctadir r.

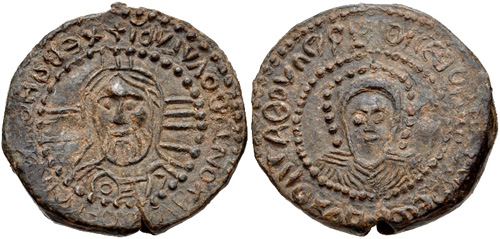
Selo do imperador Simeão r.

Tamal foi um eunuco e, como seu nisba de "Aldulafi" indica, começou sua carreira como um escravo (gulam) da autônoma dinastia dulafida de Jibal. Ele é mencionado pela primeira vez em 917/918, quando foi nomeado pelo califa abássida Almoctadir (r. 908–932) como comandante de uma expedição naval contra o Império Bizantino. Ele liderou sua frota em um raide bem-sucedido, retornando com prisioneiros e butim, enquanto o governador de Tarso, Bixer, o Eunuco liderou o raide terrestre anual.
Em 920, ele liderou sua frota de 25 navios para o Egito, onde participou na expulsão de uma invasão fatímida. Sua chegava evitou os navios fatímidas de entraram em Roseta, no rio Nilo, e em 12 de março, próximo a Abuquir, Tamal infligiu uma esmagadora derrota na frota fatímida, cujos navios foram levados para a costa pelo vento. Muitos dos marinheiros fatímidas foram mortos ou capturados. Na primavera de 921, Tamal e sua frota partiram para Alexandria, capturada pelos fatímidas em 919. A frota entrou no porto da cidade e após uma luta conseguiu expulsar a guarnição fatímida, enquanto a população foi evacuada para Roseta como precaução. Ele então juntou-se com o resto do exército sob o comandante-em-chefe abássida Munis Almuzafar para bloquear o Oásis de Faium, para onde as forças fatímidas restantes retiraram-se, e forçou-os a queimar seu acampamento e retirar-se mara a oeste sobre o deserto.
Em 923, enquanto Munis Almuzafar liderou o raide terrestre contra os bizantinos, Tamal mais uma vez liderou a expedição marítima, que alegadamente fez 1 000 prisioneiros e muito saque, incluindo mais de 28 000 animais. Por esta época, ele já aparentemente teria sido nomeado como governador de Tarso. Em 924, segundo Almaçudi, ele liderou sua frota, engrossada por navios sírios e egípcios, para as proximidades de Constantinopla. Lá, ele fez contato com os búlgaros e concordou em unir-se ao imperador Simeão (r. 893–927) em sua guerra contra os bizantinos; alguns búlgaros inclusive retornaram com Tamal para Tarso, embora nada tenha sido formalizado. Contudo, em 924-926, ele deixou as regiões fronteiriças e partiu para o Iraque, onde participou na luta contra os carmatas. Durante sua ausência, Tarso foi governada por seu tenente Baxir Atamali, que junto com Mufli, o Eunuco também supervisionou a troca de prisioneiros com os bizantinos em setembro-outubro de 925.

Zona fronteiriça árabe-bizantina

Tendo retornado para Tarso no final de 926 / começo de 927, ele liderou o raide de verão contra os bizantinos em 927. Durante a campanha, Tamal derrotou um exército bizantino, e durante seu retorno derrotou o líder renegado curdo ibne Daaque, que tinha renunciado o islamismo e entrou em serviço bizantino. Tamal retornou para Tarso em dezembro de 927/janeiro de 928. Em março/abril de 931, segundo ibne Alatir, ele embarcou em outra expedição militar. A campanha foi dificultada pelo clima - seus cavalos afundaram na neve até o peito - mas Tamal derrotou uma força bizantina, matando 600 e capturando 3 000 soldados e tomando muito butim. Imediatamente após seu retorno em julho/agosto, ele deixou Tarso para outra expedição de verão, que alcançou tão longe quanto Amório, que estava abandonada por sua guarnição e foi saqueada pelos muçulmanos. Tamal então liderou seus homens para Ancira antes de retornar para Tarso em setembro/outubro. As mulheres e crianças capturadas durante este raide alegadamente trouxeram 136 000 dinares de ouro ao mercado. No ano seguinte, seu raide foi suficientemente bem-sucedido que cartas declarando "vitórias em terra e no mar" foram lideras nas mesquitas de Bagdá.
Tamal não é mais mencionado depois disso, a menos que possa ser identificado com "Atamali" que liderou um raide em 941/942. Ele, contudo, é muito provavelmente um de seus partidários (gulans), que permaneceram uma força poderosa em Tarso e no tugur por algum tempo. Seu tenente Baxir sucedeu-o como governador, seguido alguns ano depois por outro gulam, Nácer, enquanto os "Tamalias" (Thamaliyya - lit. "homens de Tamal") são mencionados como uma facção em 938, quando eles mataram seu rival Tarife. Os gulans de Tamal são mesmo atestados em Tarso durante o período hamadânida subsequente tão tarde quanto meados de 960.